# 紹斯肖爾 (肯塔基州)
紹斯肖爾（英語：South Shore）是一個位於美國肯塔基州格里納普縣的城市。

## 地方資料
根據2020年美國人口普查的數據，紹斯肖爾的面積為2.20平方千米，當中陸地面積為1.70平方千米，而水域面積為0.50平方千米。當地共有人口1066人，而人口密度為每平方千米484.55人。